# Counseling

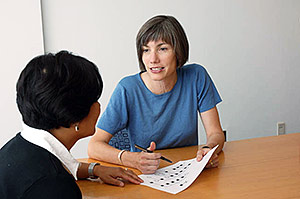
Una mujer trabajando en el counseling

El término counseling (en inglés estadounidense; counselling en inglés británico) es un anglicismo referido a una profesión que comprende la prevención y atención de problemas de la vida cotidiana, así como conflictos relacionados con crisis vitales, tales como sexualidad, adolescencia, relaciones de pareja, adicciones y desarrollo personal, entre otros. Fuera del mundo anglosajón, la división entre "counselling" y "psychotherapy" se engloba bajo el término 'psicoterapia' y la profesión de terapeuta.

## Definición de la profesión
El Counseling es una profesión de ayuda formada por counselors, que tienen como objetivo asistir a personas que atraviesan conflictos, crisis, o que están en la búsqueda de mayor bienestar o integración personal. Literalmente traducido del inglés, el término en español más cercano sería consejero. 
Esta traducción, sin embargo, es sumamente equívoca, dado que lo que normalmente se entiende por un consejero en español, en inglés sería mucho mejor descrito por el término advisor. Por lo tanto resulta más adecuado traducir counselor en inglés como consultor en español. En particular, en Argentina el título profesional se denomina consultor psicológico. Otros términos que pueden aplicarse al consultor psicológico son: terapeuta, orientador o facilitador.
Entre las áreas de trabajo se encuentran:
- Adolescentes
- Adultos
- Bebes
- Pareja y familia
- Adicciones
- Sexualidad
- Educacional
- Laboral
- Pastoral
- Deportiva

Ya que el término surge de un contexto psicológico, es importante entender que un counselor ofrece orientación psicológica a personas en cualquier etapa de su vida el consultor trabaja aspectos sanos de la persona. Es un profesional formado para brindar ayuda psicológica y despliegue de las potencialidades de los individuos. El consultor entiende a la persona como un individuo sano, alejándose del paradigma tradicional de salud / enfermedad.
La integración en su formación de disciplinas tales como la filosofía, la psicología, la educación y la medicina, entre otras, hacen del counseling una profesión única que permite a los profesionales usar un abordaje multidimensional que atiende holísticamente (integralmente) las necesidades de los consultantes. Este proceso tiene como encuadre un marco actitudinal dialogal, relacional, empático, incondicional y auténtico que se brinda a los individuos, parejas, familias, grupos u organizaciones. 
El counseling no es una rama de la psicología, de la filosofía ni de la medicina, sino una profesión de la salud con plena autonomía y caracterizada por su propio cuerpo de conocimientos, experiencia y práctica profesional. 
Sin embargo, la psicología cuenta con un complejo modelo de counseling que enmarca cómo ofrecer consejo de manera no-directiva, desde la psicoterapia centrada en el cliente, de Carl Rogers. 
Aunque el counselor es un profesional independiente, no es extraño encontrar profesionales que provengan de otras profesiones como ser psicólogos, trabajadores sociales, médicos, educadores, abogados, etc, que desean prepararse para ejercer la consultoría psicológica.
Esta profesión se originó como tal en las primeras décadas del siglo veinte y fue impulsada de manera fundamental por el psicólogo humanista Carl Rogers. Los aportes del existencialismo son también importantísimos como base filosófica del counseling.
En su obra Psicología General del Counseling, Georg Dietrich destaca lo siguiente en su extensa definición de Counseling:
"(...) 4. El counseling es una relación auxiliante en la que el consejero intenta estimular y capacitar al sujeto para la autoayuda. La benevolencia y la actitud amistosa del asesor ante el sujeto no significa que aquel tome las decisiones en nombre de éste, que fije la trayectoria vital del sujeto, que le alivie de toda responsabilidad y le remueva todos los obstáculos del camino. La relación auxiliante busca más bien crear un clima e iniciar un diálogo con el sujeto que permita a éste aclararse sobre su propia persona y sus propios problemas, liberarse y encontrar recursos para la solución de sus conflictos, y activar siempre su propia iniciativa y responsabilidad. Si no se puede contar con esa posibilidad de activación del sujeto, habrá que dejar de lado el counseling y apelar a otras formas de ayuda o asistencia (...)"

## Diferencias fundamentales entre elCounselingy la Psicología clínica
El counselor como profesional de la salud entiende que ciertas dificultades psicológicas de las personas incluyendo los conflictos interpersonales que se atraviesan necesariamente durante la existencia forman parte del proceso normal de la vida y no constituyen una enfermedad.
Es en este sentido que el counseling se diferencia de la psicología Clínica y de su modelo de relación entre un psicólogo clínico y su paciente inspirado en el modelo de la relación de un médico con el enfermo que trata, y en el cual una persona acude en la búsqueda de un proceso curativo que finaliza cuando el profesional le da el alta.
En su abordaje terapéutico un counselor no persigue un propósito curativo ni suele referirse a sus consultantes como pacientes, aunque este término también es utilizado sin problema por algunos counselors. El counseling toma a la persona de manera integral tratando de aunar los distintos aspectos de la personalidad, potenciando el autodesarrollo ya que para el Enfoque Centrado en la Persona (ECP) los individuos tenemos una capacidad innata de autorregulación que Rogers llama tendencia actualizante. Esto puede definirse como una motivación innata presente en toda forma de vida dirigida a desarrollar sus potenciales hasta el mayor límite posible; Es esta tendencia la que guía a la persona y sobre ella trabajara el counselor.
Es fundamental para el counselor el establecimiento de una relación de ayuda con su consultante, tal como la define Carl R. Rogers en su obra de divulgación El proceso de convertirse en Persona. En su carácter de consultor psicológico, un counselor generalmente utiliza en sus Entrevistas distintos tipos de técnicas de la Psicología, o una combinación de estas. Los abordajes terapéuticos pueden darse desde la Terapia Centrada en la Persona de Rogers, la gestalt, el modelo cognitivo, o Teoría Psicodinámica o recursos de la Psicología sistémica, ya que el Counseling es una forma de abordaje particular basado en: 
Congruencia. Ser genuino; ser honesto con la persona. 
Empatía. La habilidad de sentir lo que siente el Consultante. 
Respeto. Aceptación positiva incondicional hacia el consultante.

## Enfoques
En Argentina existen dos enfoques, el enfoque Humanístico o Centrado en la Persona (ECP) que se basa en la Filosofía Existencial, la Psicología Humanística, la Sociología y la Antropología. Considera al hombre como un ser libre y responsable para resignificar experiencias dolorosas del pasado y poder enfrentar de un modo más adecuado la realidad que transita.
El Enfoque Sistémico en Counseling implica un nuevo modo de conceptualizar los problemas humanos. Se concibe al individuo como producto y consecuencia de su interacción con el contexto que lo circunda. El contexto afecta los procesos internos de cada persona y, a su vez, los cambios que sufre esa persona influyen en la modificación de su medio.

## Counseling en Argentina
En los últimos años el counseling ha ido ganando aceptación en la sociedad argentina, particularmente en el área de la Ciudad Autónoma de Buenos Aires, tal como lo reflejan artículos periodísticos de La Nación y Clarín. Se han publicado varios libros.